# Nuclear Throne
Nuclear Throne — комп'ютерна гра в жанрі Roguelike, розроблена і видана голландською командою розробників Vlambeer. Вихід гри для персональних комп'ютерів, PlayStation 4 і PlayStation Vita відбувся 5 грудня 2015.

## Ігровий процес
Nuclear Throne — гра в жанрі RogueLike з виглядом зверху. Метою гравця є пройти 15 процедурно згенерованих рівнів, розбитих на сім тематичних областей. Але при вбивстві фінального боса є можливість потрапити у так званий Loop (петля), де всі рівні починаються спочатку, але зі підвищеною складністю, новими ворогами і новими рівнями, раніше недоступними. У перервах між раундами гравець може вибрати мутацію для персонажа, що надає йому певну здатність.

## Сприйняття
Едвін Еванс з PC Gamer назвав Nuclear Throne однією з кращих action-roguelike ігор серед будь-коли зроблених.